# 24 horas: red Coquimbo
24 Horas, Red Coquimbo es la operación regional de Televisión Nacional de Chile en la Región de Coquimbo. Posee dos ediciones, las que se transmiten de lunes a viernes desde el estudio central de la señal regional en La Serena, el cual es un guiño de los estudios centrales en Santiago del noticiero 24 horas, además el sábado emite "La Entrevista del Sábado" que conduce el periodista Juan Pablo Díaz y algunas ocasiones Cristián Pizarro, sus periodistas son parte del programa nacional "Chile conectado", también sus reportajes son enviados al canal de noticias 24 Horas y poseen una página web en la que se pueden apreciar sus contenidos tvncoquimbo.cl.
El noticiero local también ha emitido boletines especiales en ciertas ocasiones, tales como en elecciones municipales y parlamentarias, y el desarrollo del juicio contra el alcalde de Coquimbo, Pedro Velásquez.

## 24 Horas al Día Red Coquimbo
La edición de mediodía del noticiero regional se transmite de lunes a viernes, de 14:30 a 14:50 , inserto dentro de la edición nacional de 24 horas al día. Es conducido por Juan Pablo Díaz, y en ella se da repaso a los acontecimientos ocurridos en la noche del día anterior y la mañana. 
Esta edición se transmite desde 2001, debido al aumento de personal en TVN Red Coquimbo, y en sus inicios se emitía desde la sala de edición de la sede regional. Actualmente se transmite desde el estudio central de la señal local en La Serena.
Desde junio de 2007, transmite las "Crónicas", reportajes realizados por los periodistas de la edición nacional de 24 Horas. La razón es el poco tiempo del noticiero para transmitir reportajes, debido a que en el horario en que se emiten, en la Región de Coquimbo ya se emite su noticiero.

## 24 Horas Central, Red Coquimbo
Se emite inserto dentro de la edición nacional de 24 Horas Central, de lunes a viernes de 21:30 a 21:55. Es conducido por Juan Pablo Díaz y en ocasiones por Marjorie Cooper y en él se resumen las informaciones regionales acontecidas durante la jornada. Esporádicamente se realizan entrevistas a destacadas personalidades de la Región de Coquimbo.
Asimismo, esporádicamente emite el segmento deportivo de la edición nacional de 24 Horas, cuando no alcanza a ser emitido entre las 21:00 y 21:30.
También, los días jueves la periodista Marjorie Cooper o Carolina Carrasco, presentan los panoramas y la cartelera cultural regional para el fin de semana.
La edición central fue la primera en transmitirse en TVN Red Coquimbo, al iniciarse las transmisiones de este en mayo de 1993. Inicialmente se emitía a las 21:50, y con el paso de los años ha extendido su horario y el personal trabajando en la cobertura de las noticias.
Entre las novedades incorporadas está la participación de los periodistas del noticiero en el programa nacional "Chile conectado" que también es emitido al resto del país y el mundo por la señal internacional de TVN.
Hoy el trabajo se realiza mediante sistemas de edición digital y se licitó el diseño para la construcción de nuevos estudios que deberían estar listos el año 2012

## Presentadores
- 1993-2004 Maximiliano Hartard (edición central)
- 1995-2005 Paula Parada (edición central)
- 2000-2003 Cristián Pizarro (edición al día) y Paula Parada (edición central)
- 2003-2004 Cristián Pizarro (edición al día) y Maximiliano Hartard (edición central)
- 2005 Cristián Pizarro (edición al día, esporádicamente, y edición central)
- 2006- 2009. Loreto Urbina (edición al día) y Juan Pablo Díaz y Cristián Pizarro (edición central)
- 2009-2011 Cristián Pizarro (edición al día y entrevista del sábado)
- 2008-Act. Juan Pablo Díaz (edición central y entrevista del sábado) y Marjorie Cooper (edición central)
- 2012-2016 Luz Martínez (edición al día)

## Periodistas/reporteros
- Laura Valdés (1995-1996) (2011-2012)
- Carolina Rodríguez (1997-2006)
- Cristian Pizarro (2000-2011)
- Loreto Urbina (2005-2009)
- Marjorie Cooper (2009-2011)
- Juan Pablo Díaz (200?-2019)
- Carolina Carrasco (2009-2011)
- Daniela Collao
- Jenny Galleguillos (2010-presente)
- Luz Martínez (2012-presente)
- Antonio Retamal (2012-2019)
- Camila Arellano (2019-presente)
- María José del Solar (2020-presente)
- Yerko Ávalos (2020-2024)

## Curiosidades y anécdotas
- En toda su historia, 24 Horas Red Coquimbo ha tenido solo 3 estudios. El primero era solo un mesón y una pared con el logotipo de Televisión Nacional de Chile en 1993. El segundo estudio era una gigantografía de un típico paisaje de los valles de la zona, además de logotipo del canal en el extremo izquierdo, y el logotipo del noticiero en el costado derecho. El tercer y actual estudio ya se mencionó en la introducción al artículo.

- El año 2000 y 2001, se realizó el programa de reportajes El Observatorio que logró el premio APES como mejor producción regional; La directora Isabel Margarita Fuentes Streeter, la periodista Carolina Gajardo y el camarógrafo Jaime Bascuñán asistieron a la ceremonia de premiación. Durante la participación en este programa, El periodista Cristián Pizarro, también obtuvo el premio nacional "Mujeres y Medios" del Sernam, en la categoría medios regionales, galardón que recibió en el Palacio de La Moneda.

- Loreto Urbina, conductora de '24 Horas Red Coquimbo al día, fue elegida "Reina Guachaca" en la "Cumbre regional Guachaca" de 2005 realizada en el Coliseo Monumental de La Serena.

- Desde un comienzo de sus emisiones, la calidad técnica del "enganche" local ha sido un problema, cuando se conectaba la señal local de TVN con noticieros y comerciales se saltaba la imagen, hoy este problema se ha resuelto, pero desde el año pasado que la señal local en su totalidad presenta deficiencias en el audio, que se traducen en sonido saturado y de mala calidad, que se acentúa en algunos momentos.

- Desde que se implementó el nuevo sistema digital en junio del año 2008, se superaron todas las dificultades técnicas que afectaban la señal al aire. Una millonaria inversión en regiones logró implementar el canal con tecnología de punta, así la imagen y audio son más sofisticados, por lo tanto, el "enganche" es fino y limpio para conectar la señal regional de TVN, y ahora las notas y crónicas incluyen efectos de posproducción de audio y video.